# Hinda Déby Itno
Hinda Déby Itno (nascida Mahamat Abderahim Acyl ), (2 de abril de 1977, Jamena, Chade), foi uma das esposas do Presidente da República do Chade, Idriss Déby Itno. Colaboradora muito próxima do Chefe de Estado, ela é árabe de Ouaddaï e é apresentada como a primeira-dama do Chade desde seu casamento em 02 de outubro de 2005 . Ela é mãe de cinco filhos e tem nacionalidade francesa desde janeiro de 2017.

## Biografia

### Infância, família e estudos
Hinda Mahamat Abderahim Acyl é a filha de Mariam Abderahim Acyl e Mahamat Abderahim Acyl. Ela obteve seu bacharelado científico (série D) no Sacré Coeur College, em Jamena, em 1999, e estudou finanças e contabilidade, no Instituto de Engenharia Aplicada (IGA), em Rabat, Marrocos em 2003.
Seu pai, Mahamat Abderahim Acyl, era um supervisor de seguros do Ministério de Economia e Finanças, então diplomata na Embaixada do Chade em Washington, Estados Unidos . Foi secretário de Estado da Saúde Pública, Trabalho e Assuntos Sociais de julho de 1976 a setembro de 1978. Após o casamento de sua filha, aposentada depois de vários anos como consultora da FAO, em sua sede em Jamena, foi nomeado embaixador do Chade no Sudão em 2010.
Sua mãe é filha de um motorista de camelo francês, Guillaume Debos.
Ela tem nove irmãos e irmãs, incluindo:
- Acyl Mahamat Abderahim Acyl;
- Ahmat Ghazali Mahamat Acyl, também conhecido como Amadaye, Ministro da Educação ( 2018 );
- Abderahim Mahamat Acyl também conhecido por Abbo;
- Khouder Mahamat Acyl, atual assessor de campo do presidente (2018);

- Fatima Haram Acyl, vice-presidente da comissão CEMAC (2018);
- Mami Mahamat Acyl;

Ela tem cinco filhos: Ahmat, Malack, Soultana, Houno e Youssouf.

### Primeira Dama do Chade
Em 2 de outubro de 2005, Hinda Mahamat Abderahim Acyl se torna a quarta esposa do Presidente Idriss Déby, alguns meses depois de conhecê-lo em uma noite de boa sociedade em Jamena. Desde então, ela foi apresentada como a primeira-dama do Chade.
Indo além das missões tradicionalmente honorárias de outra esposa de um chefe de estado, ela é considerada a mais próxima e mais ouvida, a conselheira e colaboradora de Idriss Déby.